# 特羅夏 (利波韋茨區)
49°9′25″N 29°5′6″E / 49.15694°N 29.08500°E
特羅夏（烏克蘭語：Троща），是烏克蘭的村落，位於該國西南部文尼察州，由文尼察區負責管轄，始建於1700年，面積2.29平方公里，海拔高度229米，2001年人口340，人口密度每平方公里148.47人。